# Henri Hoevenaers
Henri Hoevenaers (Antwerpen, 1 mei 1901 - aldaar, 12 november 1958) was een Belgisch wielrenner.

## Carrière
Hoevenaers was prof van 1926 tot 1930, maar zijn grootste succes kende hij als amateur. Zo won hij op de Olympische Zomerspelen van 1924 in Parijs drie medailles: een zilveren in de individuele tijdrit en twee bronzen in respectievelijk de ploegenachtervolging en de ploegentijdrit. Daarnaast won Hoevenaers ook drie maal het Belgisch kampioenschap wielrennen op de weg voor amateurs (1922, 1923 en 1925) en werd hij wereldkampioen op de weg bij de amateurs in 1925. Hij was de vader van de profwielrenner Jos Hoevenaars.